# Betpouy
Betpouy ist eine französische Gemeinde mit 74 Einwohnern (Stand 1. Januar 2022) im Département Hautes-Pyrénées in der Region Okzitanien (vor 2016: Midi-Pyrénées). Sie gehört zum Arrondissement Tarbes und zum Kanton Les Coteaux. Die Einwohner werden Betpouyens und Betpouyennes genannt.

## Geographie
Betpouy liegt circa 32 Kilometer östlich von Tarbes in der historischen Provinz Quatre-Vallées am nordöstlichen Rand des Départements.
Umgeben wird Betpouy von den acht Nachbargemeinden:
| Hachan          | Puntous                                     | Barthe |
| Campuzan        | Kompassrose, die auf Nachbargemeinden zeigt | Organ  |
| Tournous-Devant | Vieuzos                                     | Cizos  |

Betpouy liegt im Einzugsgebiet des Flusses Garonne.
Die Petite Baïse, ein Nebenfluss der Baïse, durchquert das Gebiet der Gemeinde ebenso wie ihr Nebenfluss, die Sole, auch Solle genannt, und deren Nebenfluss, der Ruisseau de Higué.

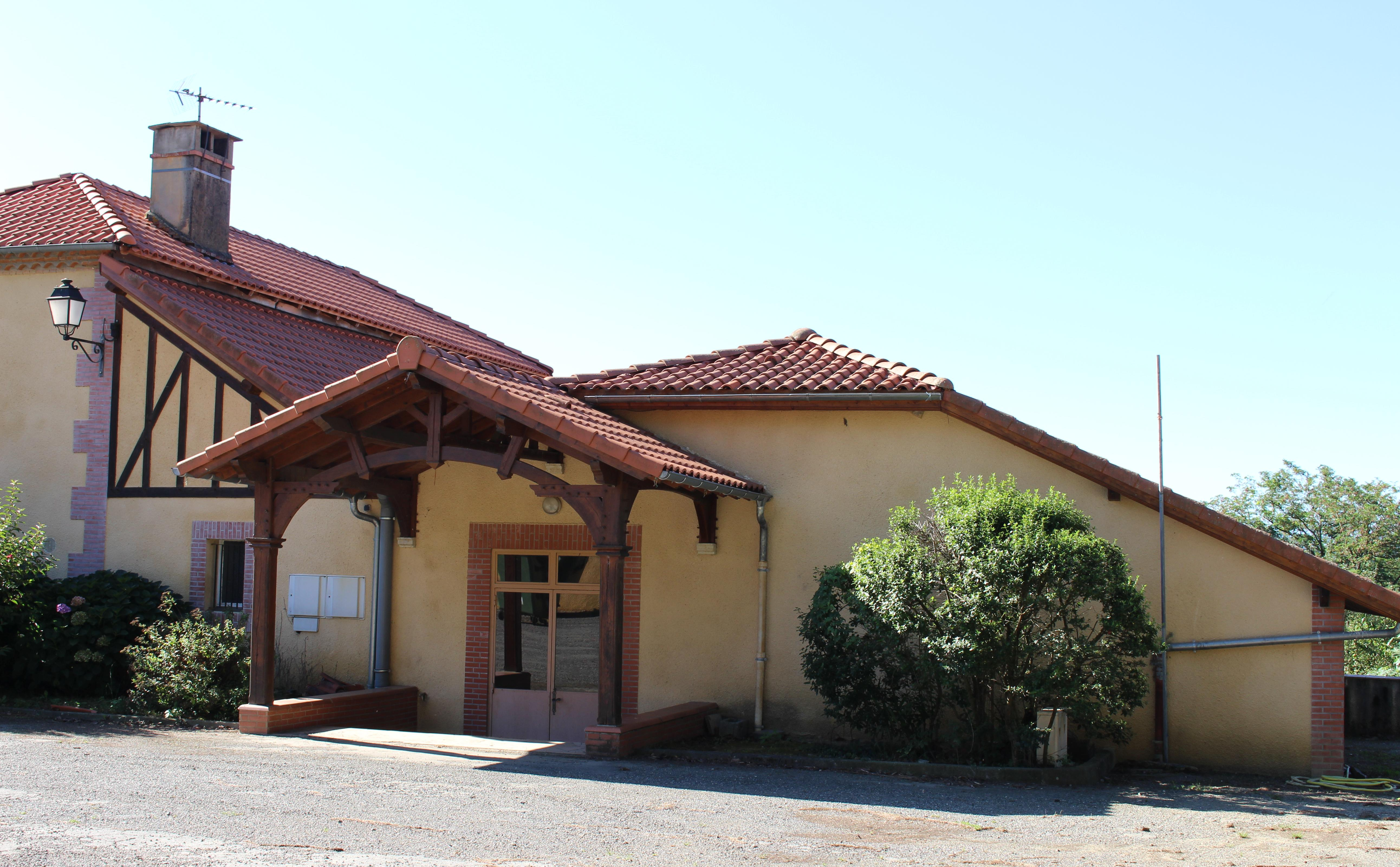
Bürgermeisteramt (Mairie) von Betpouy

## Toponymie
Der okzitanische Name der Gemeinde heißt Bèthpoi. Er hat seinen Ursprung in den gascognischen Wörtern bèth (deutsch schön, gut) und poi (deutsch Anhöhe).
Toponyme und Erwähnungen von Betpouy waren:
- Arnaldus de Bellopodio (gegen 1170, Kopialbuch von Berdoues),
- Roggerius de Belpoi (1213, Kopialbuch von Berdoues),
- Elfaub de Belpoi (1238, Kopialbuch von Berdoues),
- Rodgerius de Bedpoi (gegen 1250, Kopialbuch von Berdoues),
- de Bellopodio (1383–1384, Prokuration von Auch),
- de Bello Podio (1405 und 15. Jahrhundert, Steuerverzeichnis Auch),
- Betpouy (1750, Karte von Cassini),
- Betpouey (1790, Département 2),
- Betpouy (1793, Notice Communale),
- Betpouey und Betpouy (1801, Département 3 bzw. Bulletin des lois),
- Betpouy (1806, Laboulinière).[3][4][5]

## Einwohnerentwicklung
Nach Beginn der Aufzeichnungen stieg die Einwohnerzahl bis zur Mitte des 19. Jahrhunderts auf einen Höchststand von rund 230. In der Folgezeit sank die Größe der Gemeinde bei kurzen Erholungsphasen bis zu den 1970er Jahren auf 65 Einwohner, bevor sie leicht anstieg und sich seit den 1990er Jahren auf einem Niveau von rund 75 Einwohnern stabilisierte.
| Jahr      | 1962 | 1968 | 1975 | 1982 | 1990 | 1999 | 2006 | 2011 | 2022 |
| --------- | ---- | ---- | ---- | ---- | ---- | ---- | ---- | ---- | ---- |
| Einwohner | 86   | 69   | 65   | 68   | 81   | 72   | 73   | 78   | 74   |

## Sehenswürdigkeiten

### Pfarrkirche Saint-Jean-Baptiste
Sie birgt einige Ausstattungsgegenstände, die seit dem 23. Mai 2002 als Monument historique eingeschrieben sind:
- der Hauptaltar mit Tabernakel und Altarretabel aus dem 17. und 18. Jahrhundert. Die geschweifte Tür des polychromen Tabernakels ist mit einem Kelch verziert, der von fallendem Blattwerk und von Engelsköpfen eingerahmt wird. An den Ecken befinden sich Säulen und auf den beiden Flügeln Flachreliefs mit den Darstellungen Johannes des Täufers, dem Schutzpatron der Kirche auf der linken und eines Bischof auf der rechten Seite. Oberhalb der Balustrade enthält eine Nische eine Statuette Marias mit Jesuskind
- eine Statue aus vergoldetem Holz aus dem späten 18. Jahrhundert mit Maria und dem Jesuskind
- ein Sitz des Zelebranten aus Holz mit Stabornamentik verziert und gewachst aus dem 17. Jahrhundert
- das Ölgemälde des Altarretabels aus dem 17. Jahrhundert mit der Kreuzigungsszene mit Maria und Johannes dem Täufer zu beiden Seiten des Kreuzes.[7]

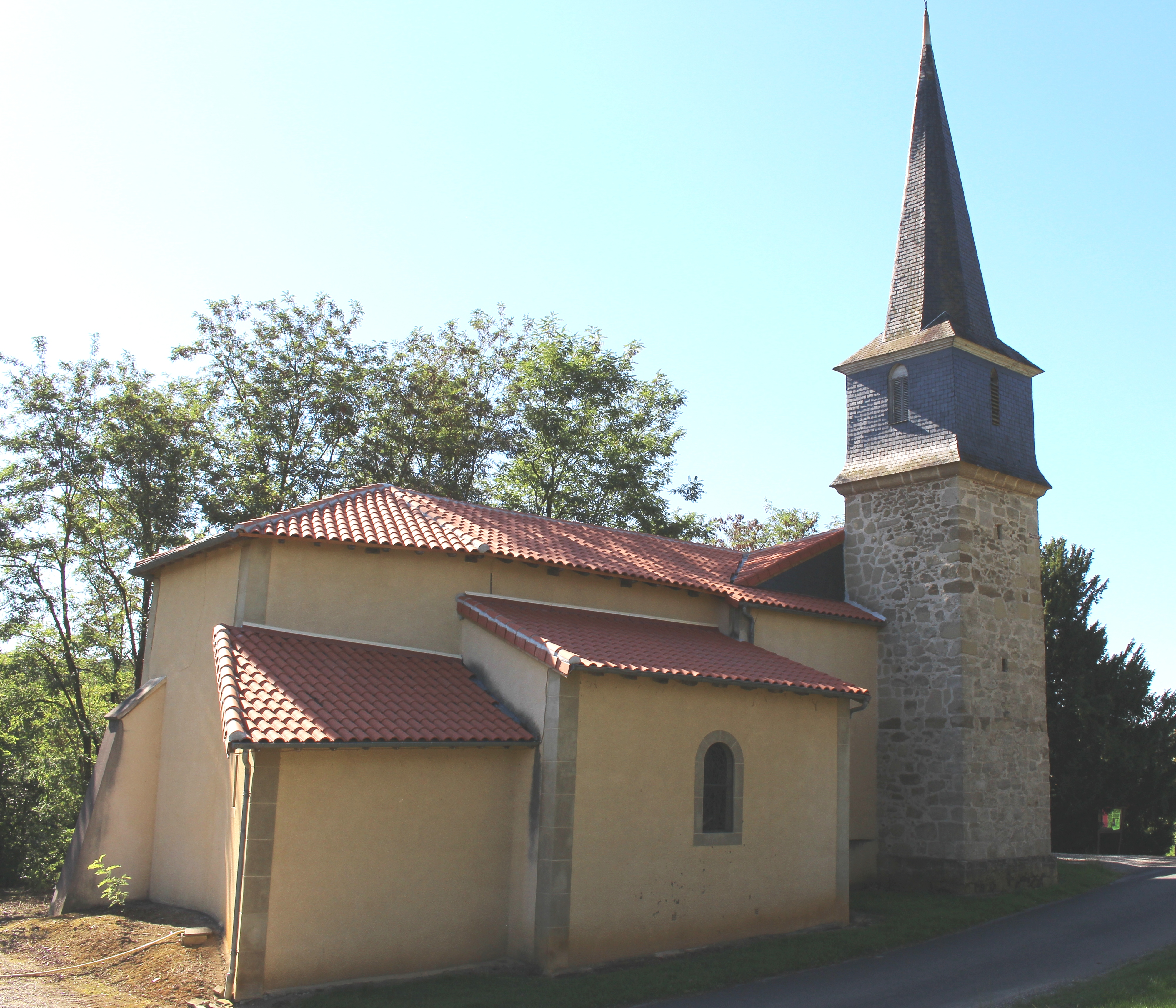
Pfarrkirche Saint-Jean-Baptiste
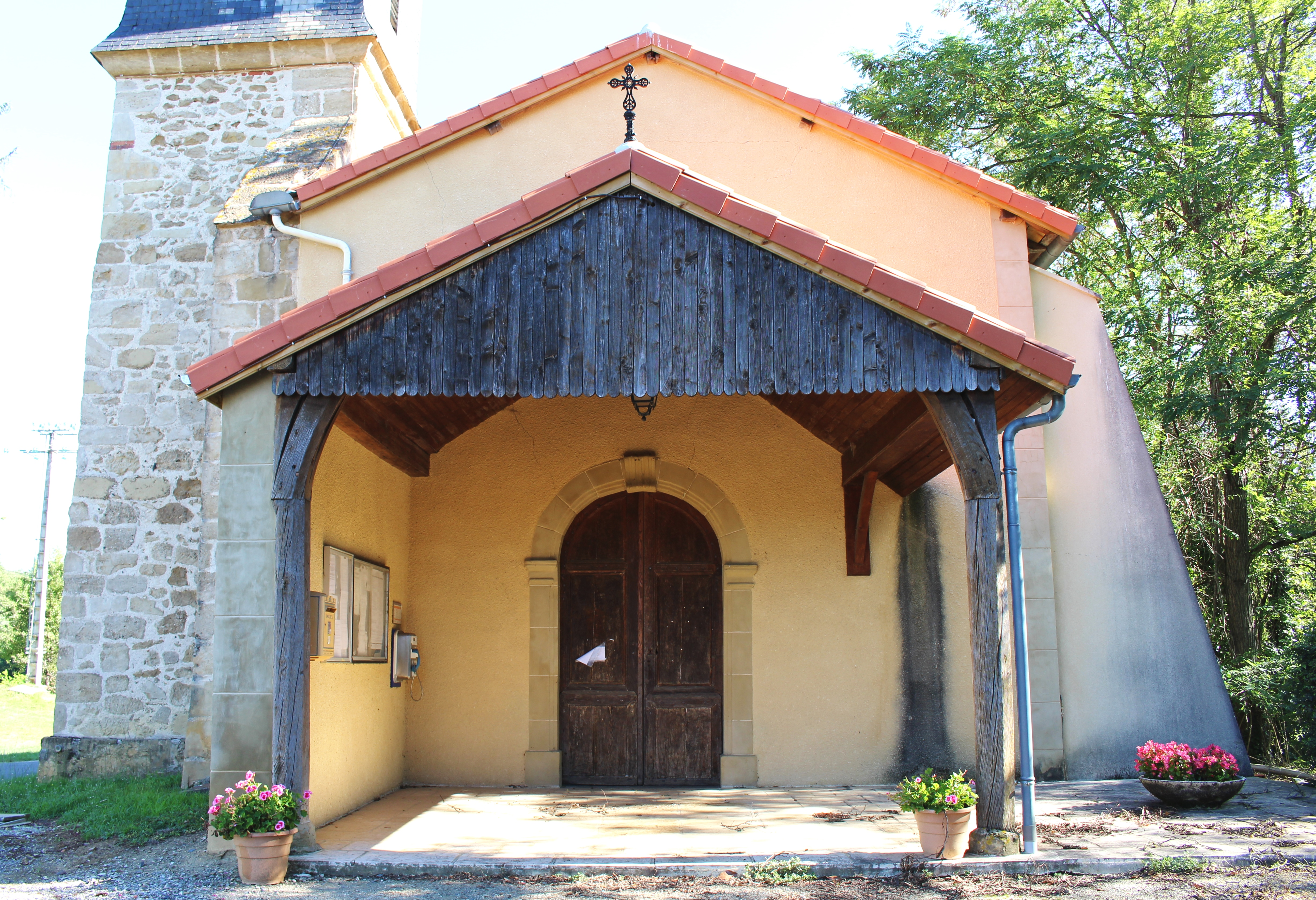
Eingangsportal
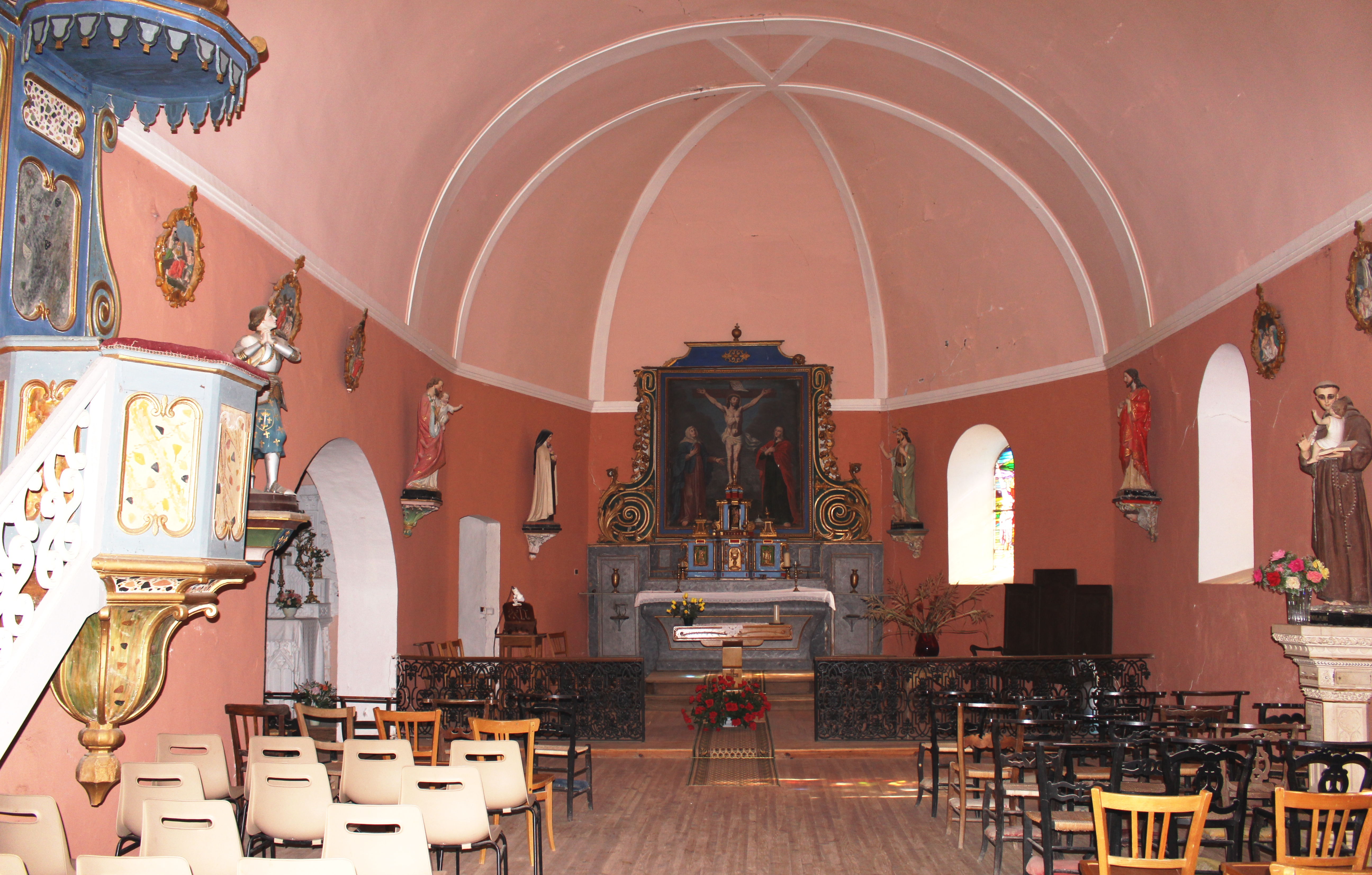
Blick auf den Chor

## Wirtschaft und Infrastruktur
Betpouy liegt in der Zone AOC des Schinkens Jambon noir de Bigorre.

### Verkehr
Betpouy wird durchquert von den Routes départementales 21 und 23.